# رهاب الزواحف
رُهاب الزواحف هو رهابٌ محددٌ شائع، يتضمن خوفًا أو نفورًا من الزواحف، خصوصًا السحالي والثعابين، إضافةً إلى الفقاريات المُشابهة مثل البرمائيات. يُعد واحدًا من رهاب الحيوان الأكثر انتشارًا، ويرتبط ويتشابه جدًا مع رهاب الثعابين. تتسبب هذه الحالة في رد فعلٍ عاطفي طفيفٍ إلى شديد، مثل القلق أو نوبة الهلع أو الغثيان وهي الأكثر شيوعًا.